# نيكولاي كيار
نيكولاي كيار (بالنرويجية البوكمول: Nicolai Kiær)‏ هو مبشر نرويجي، ولد في 2 أبريل 1888 في كريستيانية في النرويج، وتوفي في 29 مايو 1934 في أوسلو في النرويج بسبب غرق.

## وصلات خارجية
- نيكولاي كيار على موقع أوليمبيديا (الإنجليزية)